# Colpo di fulmine (programma televisivo)
Colpo di fulmine è stato un programma televisivo italiano, trasmesso da Italia 1 dall'11 novembre 1995 al 4 giugno 1999 nel primo pomeriggio, dapprima il sabato alle ore 16:00 e successivamente dal lunedì al venerdì alle ore 14:30. Era basato su un format statunitense della ABC chiamato Street Match.
Alessia Marcuzzi era la conduttrice delle prime due edizioni (1995-1997), a cui subentrarono nell'edizione del 1997-1998, gli allora poco conosciuti Michelle Hunziker e Walter Nudo, mentre nell'edizione successiva Rebecca Ream sostituì la Hunziker. Tuttavia la popolarità iniziale della trasmissione calò notevolmente, dopo i primi due anni di trasmissione, e la conduzione del duo Ream e Nudo segnò l'ultima edizione dello show.

## La trasmissione
Colpo di fulmine prevedeva che il conduttore ad inizio puntata selezionasse una persona (un ragazzo o una ragazza), scegliendola casualmente in mezzo alle strade di una città, che di volta in volta cambiava. Una delle peculiarità della trasmissione era infatti proprio la sua natura itinerante. Una volta selezionato, il "cacciatore" girava per la città con il conduttore, fino al momento in cui non individuava un possibile partner, che veniva approcciato dal solo conduttore, che verificava la disponibilità del prescelto a partecipare al gioco, e lo invitava ad un appuntamento "al buio" con il "cacciatore" o la "cacciatrice".
A questo punto le telecamere seguivano separatamente i due prescelti nella loro vita di tutti i giorni, fino al momento in cui i due si incontravano per la prima volta all'appuntamento prefissato. Dopo una breve conoscenza, spettava al soggetto scelto dal "cacciatore" stabilire se era scattato il "colpo di fulmine" o meno. In base a questo fattore si sarebbe quindi scelto di partire insieme per una vacanza messa in premio dalla produzione, o meno. In caso di rifiuto, al "cacciatore" veniva regalata una spilla con il logo della trasmissione (un cuore solcato da un fulmine) come ricordo.